# Notiphila biseriata
Notiphila biseriata är en tvåvingeart som beskrevs av Cresson 1917. Notiphila biseriata ingår i släktet Notiphila och familjen vattenflugor.
Artens utbredningsområde är Ohio. Inga underarter finns listade i Catalogue of Life.